# Uli Vos
Uli Vos (Mönchengladbach, 1946. szeptember 2. – Mönchengladbach, 2017. december 1.) olimpiai bajnok német gyeplabdázó.

## Pályafutása
A nyugatnémet válogatott tagjaként részt vett az 1968-as mexikóvárosi, az 1972-es müncheni és az 1976-os montréali olimpián. 1968-ban negyedik, 1972-ben olimpiai bajnok, 1976-ban ötödik lett a csapattal.

## Sikerei, díjai
- Olimpiai játékok
  - aranyérmes: 1972, München